# Robert Taylor (Schauspieler, 1911)

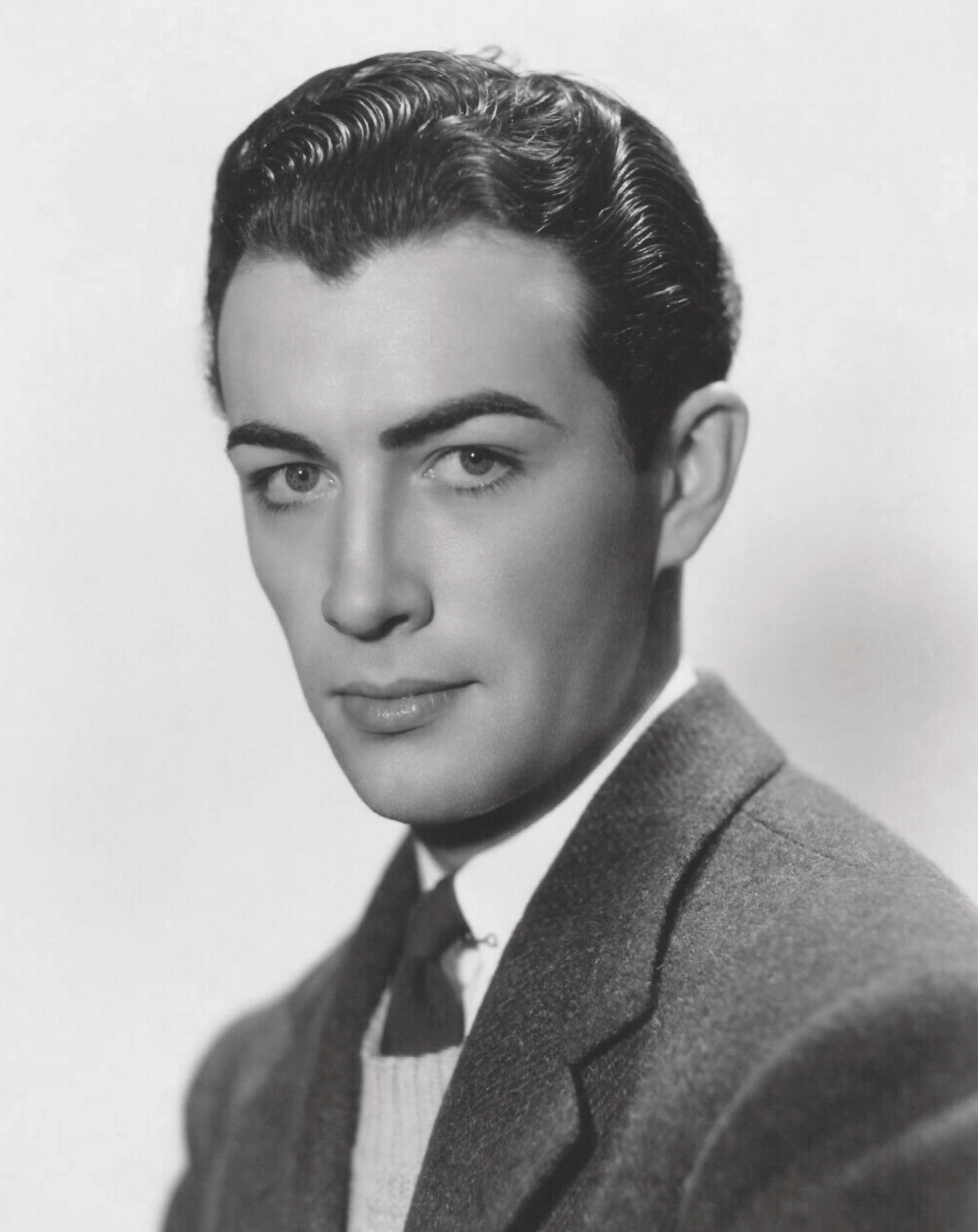
Robert Taylor (1934)

Robert Taylor (* 5. August 1911 in Filley, Nebraska, als Spangler Arlington Brugh; † 8. Juni 1969 in Santa Monica, Kalifornien) war ein US-amerikanischer Filmschauspieler, der ab Mitte der 1930er-Jahre zu einem der populärsten Leading Men in Hollywood aufstieg. Er drehte mehr als 70 Kinofilme.

## Leben
Taylor war der Sohn eines Landarztes. Er hatte den Wunsch, Musik zu studieren, und schrieb sich zunächst an der Doane University als Musikstudent ein, folgte dann jedoch seinem Cellolehrer an das Pomona College. Dort spielte er in der örtlichen Theatergruppe im Rollenfach des Jungen Helden. Die Talentsucher von MGM wurden auf ihn aufmerksam und brachten ihn an der studioeigenen Schauspielschule unter.
Im Jahr 1934 erhielt er einen Siebenjahresvertrag mit 35 Dollar in der Woche und hatte im selben Jahr sein Filmdebüt in A Wicked Woman. Taylor blieb über 24 Jahre bei MGM unter Vertrag und damit länger bei einem einzelnen Studio als jeder andere Filmstar. Seine erste große Rolle spielte Taylor 1935 in Ein Arzt für alle Fälle. Im selben Jahr wirkte er neben Irene Dunne in dem Melodram Magnificent Obsession mit, das für seine Karriere so bedeutsam war wie später die Neuverfilmung von 1954 für Rock Hudson. Sein rasanter Aufstieg zum Topstar war im folgenden Jahr so spektakulär, dass die Londoner Zeitung The Observer in ihrem Jahresrückblick schrieb: „1936 wird als das Jahr des Spanischen Bürgerkrieges, der Abdankung des englischen Königs und von Robert Taylor in Erinnerung bleiben.“

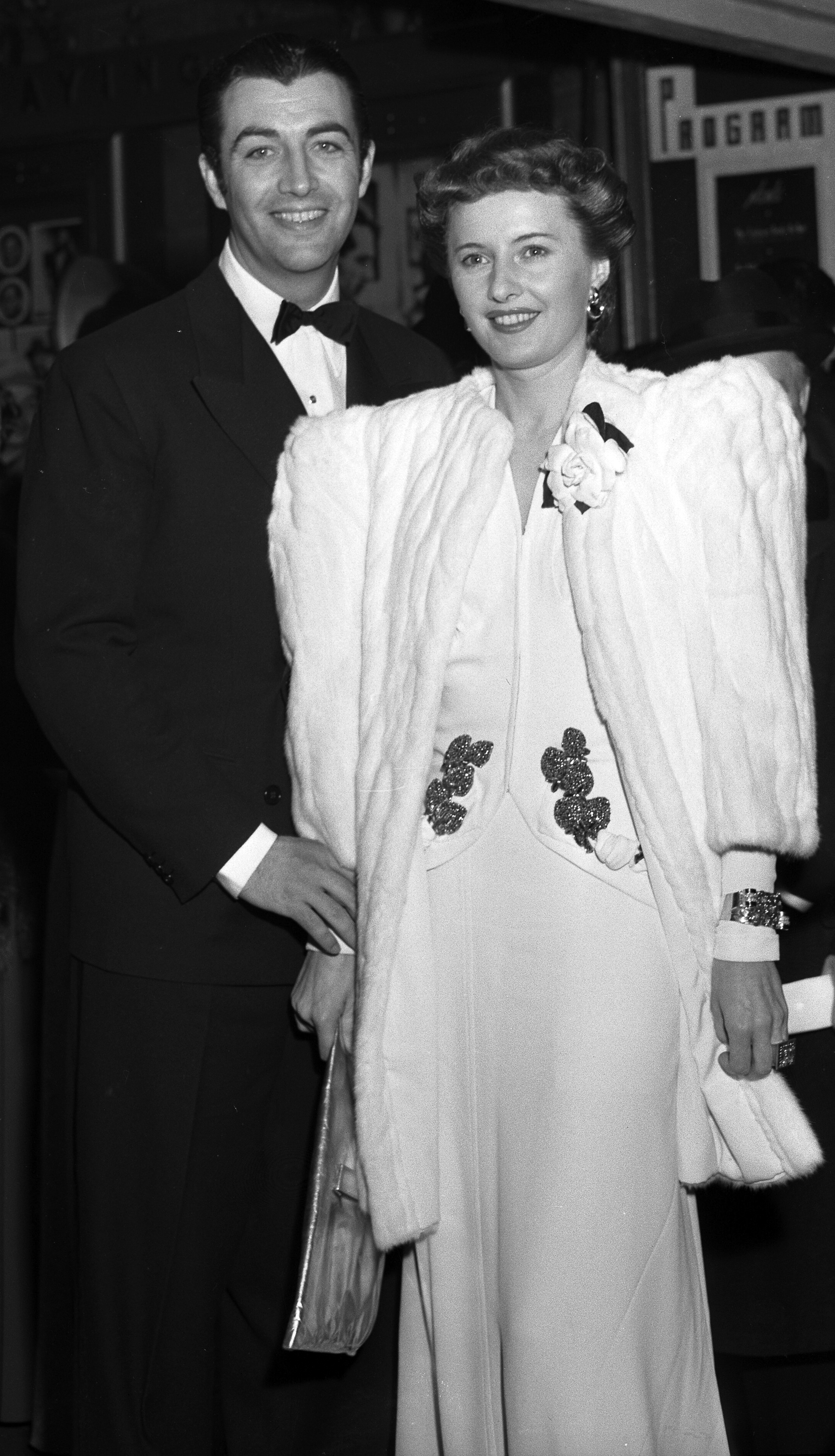
Taylor mit seiner Ehefrau Barbara Stanwyck (1941)

Taylor verdankte seine Popularität in diesem Jahr Auftritten neben Loretta Young (Frauenehre), Janet Gaynor (Kleinstadtmädel), Barbara Stanwyck (Zwischen Haß und Liebe), Joan Crawford (The Gorgeous Hussy) und besonders Greta Garbo, an deren Seite er in der Dumas-Verfilmung Die Kameliendame die Rolle des Armand Duval spielte. Taylor galt neben Tyrone Power als der schönste Schauspieler seiner Zeit und wurde von den Kritikern deswegen oft herabgesetzt. Das Studio versuchte daher, Taylor regelmäßig auch in bodenständigeren Rollen einzusetzen. Er drehte in der Folge auch viele Abenteuerfilme und Western. Seine überwiegend weiblichen Fans mochten ihn jedoch am liebsten als Helden romantischer Komödien und dramatischer Liebesgeschichten. Gute Darstellungen lieferte er unter anderem als Gangster in Der Tote lebt sowie in Ihr erster Mann mit Vivien Leigh, seinem persönlichen Lieblingsfilm.

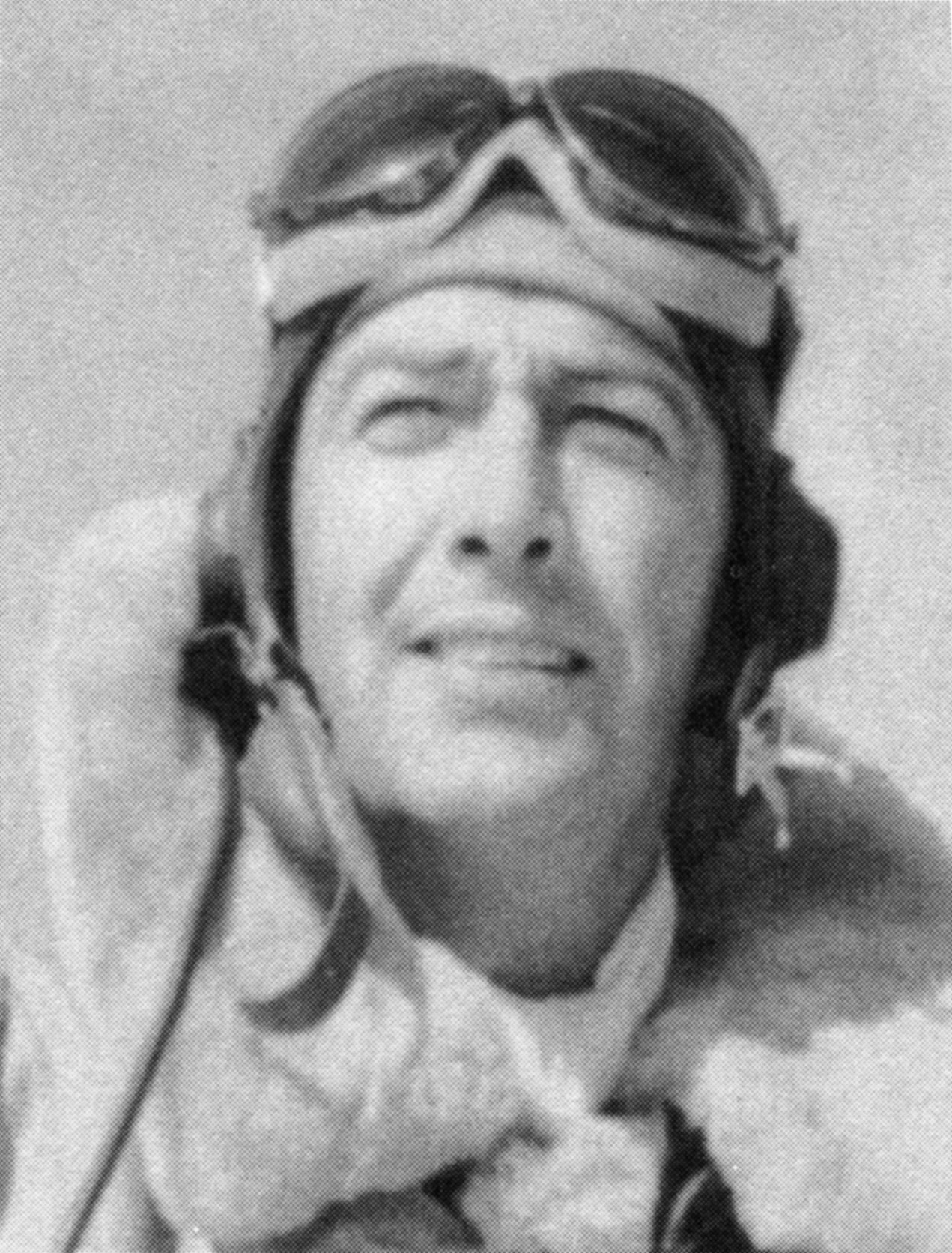
Taylor bei der U.S. Navy

Während des Krieges war er als Leutnant bei der US Navy im Einsatz. In dieser Funktion unterrichtete er angehende Piloten und drehte 17 US-Navy-Trainingsfilme als Regisseur, die sich hauptsächlich mit der Fliegerei beschäftigten. Für den Oscar-prämierten Dokumentarfilm The Fighting Lady (1944) fungierte er als Sprecher. Nach dem Krieg konnte der Schauspieler zunächst nicht an seine bisherige Popularität anknüpfen. Erst Auftritte in aufwändig produzierten Historienfilmen wie Quo Vadis?, Ivanhoe, Die Ritter der Tafelrunde und Liebe, Tod und Teufel verhalfen ihm zu neuen Erfolgen. Daneben wirkte er in vielen Western mit, darunter Fluch des Blutes, der ihn als Indianer präsentierte, der gegen Rassenhass und Verbrechen ankämpfen muss. Karawane der Frauen erzählt die dramatischen Ereignisse um eine Gruppe Frauen, die unter der Führung von Taylor viele Gefahren auf dem Weg nach Westen überwinden müssen.
Nach dem Ende seines Vertrages bei MGM begann die Qualität seiner Kinofilme zu sinken, sodass er seine eigene Produktionsfirma gründete, die Robert Taylor Productions, und übernahm daraufhin zwischen 1959 und 1962 in der von ihm produzierten Fernsehserie Kein Fall für FBI die Hauptrolle. Seine Filme in den 1960er-Jahren waren überwiegend Western von schwankender Qualität, doch blieb Taylor bis zu seinem Tod als Hauptdarsteller beim Film gefragt.

### Privates
Taylor war Gründungsmitglied der 1944 ins Leben gerufenen Motion Picture Alliance for the Preservation of American Ideals und nannte vor dem Ausschuss des Komitees für unamerikanische Umtriebe die Namen von Schauspielern, die Kommunisten sein könnten. Als Anhänger der Republikanischen Partei unterstützte er 1960 den Präsidentschaftswahlkampf von Richard Nixon und 1966 in Kalifornien den Wahlkampf seines Freundes Ronald Reagan.
Robert Taylor starb 1969 an Lungenkrebs und wurde auf dem Forest Lawn Memorial Park in Glendale beigesetzt. Die Trauerrede wurde vom damaligen kalifornischen Gouverneur Ronald Reagan gehalten.
Von 1939 bis 1951 war Taylor in erster Ehe mit Barbara Stanwyck verheiratet; die Ehe blieb kinderlos. 1954 heiratete er Ursula Thiess, das Paar hatte zwei gemeinsame Kinder.

## Filmografie
- 1934: Handy Andy
- 1934: There’s Always Tomorrow
- 1934: A Wicked Woman
- 1935: Buried Loot (Kurzfilm)
- 1935: Ein Arzt für alle Fälle (Society Doctor)
- 1935: Times Square Lady
- 1935: Helden von heute (West Point of the Air)
- 1935: Gefahr im Dunkeln (Murder in the Fleet)
- 1935: Broadway-Melodie 1936 (Broadway Melody of 1936)
- 1935: Magnificent Obsession (Magnificent Obsession)
- 1935: La Fiesta de Santa Barbara (Kurzfilm)
- 1936: Kleinstadtmädel (Small Town Girl)
- 1936: Frauenehre (Private Number)
- 1936: Zwischen Haß und Liebe (His Brother’s Wife)
- 1936: The Gorgeous Hussy
- 1936: Die Kameliendame (Camille)
- 1937: Der Mann mit dem Kuckuck (Personal Property)
- 1937: Unter vier Augen (This Is My Affair)
- 1937: Broadway Melodie 1938 (Broadway Melody of 1938)
- 1937: Lest we Forget (Kurzfilm)
- 1938: Der Lausbub aus Amerika (A Yank at Oxford)
- 1938: Three Comrades
- 1938: Schnelle Fäuste (The Crowd Roars)
- 1939: Stunde der Vergeltung (Stand Up and Fight)
- 1939: Lucky Night
- 1939: Lady of the Tropics
- 1939: Remember?
- 1940: Flight Command
- 1940: Ihr erster Mann (Waterloo Bridge)
- 1940: Escape
- 1941: Der letzte Bandit (Billy the Kid)
- 1941: When Ladies Meet
- 1941: Der Tote lebt (Johnny Eager)
- 1942: Her Cardboard Lover
- 1942: Stand by for Action
- 1943: Bataan
- 1944: The Fighting Lady (Dokumentarfilm, Stimme)
- 1944: Song of Russia
- 1946: Der unbekannte Geliebte (Undercurrent)
- 1947: Anklage: Mord (High Wall)
- 1949: Geheimaktion Carlotta (The Bribe)
- 1950: Die Letzten von Fort Gamble (Ambush)
- 1950: Verschwörer (Conspirator)
- 1950: Fluch des Blutes (Devil’s Doorway)
- 1951: Karawane der Frauen (Westward the Women)
- 1951: Quo Vadis?  (Quo Vadis)
- 1952: Ivanhoe – Der schwarze Ritter (Ivanhoe)
- 1952: Die letzte Entscheidung (Above and Beyond)
- 1952: The Hoaxters (Stimme)
- 1953: Die Ritter der Tafelrunde (Knights of the Round Table)
- 1953: Verwegene Gegner (Ride, Vaquero!)
- 1953: Die schwarze Perle (All the Brothers Were Valiant)
- 1954: Das Tal der Könige (Valley of the Kings)
- 1954: Heißes Pflaster (Rogue Cop)
- 1955: Ein Mann liebt gefährlich (Many Rivers to Cross)
- 1955: Liebe, Tod und Teufel (The Adventures of Quentin Durward)
- 1956: Die letzte Jagd (The Last Hunt)
- 1956: Zwischen Himmel und Hölle (D-Day: The Sixth of June)
- 1956: Die Macht und ihr Preis (The Power and the Prize)
- 1957: Luftfracht Opium (Tip on a Dead Jockey)
- 1958: Vom Teufel geritten (Saddle the Wind)
- 1958: Der Schatz des Gehenkten (The Law and Jake Wade)
- 1958: Das Mädchen aus der Unterwelt (Party Girl)
- 1959: Der Henker (The Hangman)
- 1959–1962: Kein Fall für FBI (The Detectives; Fernsehserie, 97 Folgen)
- 1959: Das Haus der sieben Falken (The House of the Seven Hawks)
- 1960: Rivalen unter heißer Sonne (Killers of Kilimanjaro)
- 1963: Flucht der weißen Hengste (Miracle of the White Stallions)
- 1963: Revolverhelden von Wyoming (Cattle King)
- 1964: Madame P. und ihre Mädchen (A House Is Not a Home)
- 1964: Er kam nur nachts (The Night Walker)
- 1965: Johnny Tiger
- 1966: Die Verfluchten der Pampas (Pampa salvaje)
- 1967: Heiße Colts in harten Fäusten (Return of the Gunfighter)
- 1967: Hondo und die Apachen (Hondo and the Apaches)
- 1967: Die gläserne Sphinx (La sfinge d’oro)
- 1968: Wenn Engel reisen (Where Angels Go, Trouble Follows)
- 1968: Le Rouble à deux faces

## Auszeichnungen
- 1954: Henrietta Award der Golden Globes als beliebtester Darsteller zusammen mit Alan Ladd
- 1960: Stern auf dem Hollywood Walk of Fame (1500 Vine Street)
- 1970: Aufnahme in die „Hall of Great Western Performers of the National Cowboy and Western Heritage Museum“